# مارلين ورفيلد
مارلين ورفيلد (بالإنجليزية: Marlene Warfield)‏ هي ممثلة أمريكية، ولدت في 19 يونيو 1940 في نيويورك في الولايات المتحدة. من الجوائز التي نالتها جائزة المسرح العالمي سنة 1969.

## جوائز
- جائزة المسرح العالمي (1969)

## وصلات خارجية
- مارلين ورفيلد على موقع IMDb (الإنجليزية)
- مارلين ورفيلد على موقع قاعدة بيانات برودواي على الإنترنت (الإنجليزية)
- مارلين ورفيلد على موقع قاعدة بيانات الفيلم (الإنجليزية)